# Вальдес, Нельсон
Не́льсон Анто́нио Аэ́до Вальде́с (исп. Nelson Antonio Haedo Valdez; 28 ноября 1983, родился в Сан-Хоакине, департамент Каагуасу) — бывший парагвайский футболист, выступавший на позиции нападающего. Выступал за сборную Парагвая. Ассистент главного тренера клуба «Вердер II».

## Биография
Вальдес воспитывался в деревне Сан-Хоакин, в возрасте 15 лет он пришёл в клуб второго парагвайского дивизиона «Атлетико Тембетари», так как юноше негде было спать в городе, где базировался клуб (заработки в команде были чрезвычайно низкие), то он два года ночевал под трибунами стадиона. Чтобы не замёрзнуть ночами, Вальдес потреблял Канью, спиртосодержащий напиток из сахарного тростника, чрезвычайно популярный у бедных слоёв населения Парагвая, по его собственным словам он находился перед угрозой алкоголизма, но смог перебороть недуг и стать игроком основы команды, а в 18 лет Вальдес перешёл в немецкий клуб «Вердер», где первоначально играл во второй команде в региональной любительской лиге. Затем, начиная с сезона 2003/2004, Вальдес уже играл в основе клуба, правда высокой результативностью не отличался, в те годы в «Вердере» забивали другие — Мирослав Клозе и Иван Класнич.
1 июля 2006 года Вальдес, который проигрывал конкуренцию в составе Класничу, перешёл в дортмундскую «Боруссию» за 4,5 миллиона евро, подписав контракт с клубом до 2010 года. В первый сезон в «Боруссии» Вальдес играл регулярно, но отличился лишь раз, забив гол в 32-м туре «Вольфсбургу».
2 марта 2009 года в прессе появилось сообщение о том, что Вальдес подписал предварительное соглашение о переходе в московский «Спартак», сумма сделки оценивалась в 3 миллиона евро. Генеральный директор клуба Валерий Карпин опроверг эту информацию, добавив, что вообще не знает такого игрока, и что руководство «Спартака» никогда не рассматривало возможность его трансфера. Сообщалось также, что в услугах Вальдеса заинтересован другой российский клуб ЦСКА и турецкий «Фенербахче».
В июле 2010 года Вальдес захотел покинуть Германию, где выступал девять лет. 17 августа он перешёл в клуб «Эркулес» из Аликанте. В нём он составил дуэт нападения вместе с Давидом Трезеге. Во втором туре чемпионата его команда сенсационно обыграла чемпиона страны каталонскую «Барселону» с сухим счётом 2:0,а сам Нельсон отличился дублем в ворота своего «тёзки» Виктора Вальдеса, который тем не менее получит в конце сезона трофей Саморы лучшего вратаря чемпионата. За клуб парагваец провёл 25 матчей, в которых забил 8 голов, однако это не помогло команде, занявшей предпоследнее место в чемпионате и вылетевшей в Сегунду.

### «Рубин»
Летом 2011 года Вальдесом заинтересовался казанский «Рубин». 14 августа российский клуб достиг договорённости о перехода футболиста. Контракт подписан сроком на 3 года. В матче 2-го тура группового этапа Лиги Европы 2011/12 забил свой первый гол в составе «Рубина», на 52-й минуте Вальдес поразил ворота греческого ПАОКа, сделав счёт 1:1, в итоге матч завершился ничьей — 2:2.

### «Валенсия»
Нападающий «Рубина» Нельсон Вальдес на правах аренды проведёт сезон-2012/13 в «Валенсии», сообщает официальный сайт испанского клуба.
Согласно условиям соглашения, следующим летом «Валенсия» будет обладать правом выкупа парагвайского форварда. Размер фиксированной суммы выкупа не разглашается.
Ранее сообщалось, что «Рубин» и «Валенсия» договорились о полноценном переходе Вальдеса. Сумма сделки оценивалась в 3 миллиона евро.

### «Аль Джазира»
В июле 2013 года подписал 2-летний контракт с футбольным клубом «Аль-Джазира» из ОАЭ, сумма трансфера составила 3 миллиона евро. Зимой 2013 года игрок был арендован «Олимпиакосом» до конца сезона.

### «Айнтрахт»
29 июля 2014 года Вальдес вернулся в чемпионат Германии и стал игроком «Айнтрахта» из Франкфурта.

## Личная жизнь
Уехав и начав получать хорошие деньги в Европе, Вальдес не порвал связь с родиной, он поддерживает находящихся там своих родителей материально, но вместе с тем беспокоится о них, ведь в Парагвае участились похищения родственников богатых футболистов ради выкупа.
Вальдес ежемесячно перечисляет 8 285 фунтов стерлингов на родину, в деревню Сан-Хоакин, и посылает полторы тысячи подарков для детей на каждое Рождество, таким образом даря людям радости, которых был лишён когда-то сам.
Известно, что однажды Вальдес с оружием защитил собственный автомобиль от угонщиков, и не побоялся зайти в пылающий дом, чтобы спасти свою собаку.

## Статистика
| Клуб                 | Страна                    | Сезон   | Лига                | Матчи | Голы |
| -------------------- | ------------------------- | ------- | ------------------- | ----- | ---- |
| Атлетико Тембетари   | Флаг Парагвая (1990—2013) | 2000    | (Второй дивизион)   | 20    | 7    |
| Атлетико Тембетари   | Флаг Парагвая (1990—2013) | 2001    | (Второй дивизион)   | 22    | 11   |
| Вердер-2             | Флаг Германии             | 2001/02 | (Региональная лига) | 12    | 3    |
| Вердер-2             | Флаг Германии             | 2002/03 | (Региональная лига) | 30    | 15   |
| Вердер               | Флаг Германии             | 2003    | (Бундеслига)        | 2     | 0    |
| Вердер-2             | Флаг Германии             | 2003/04 | (Региональная лига) | 7     | 3    |
| Вердер               | Флаг Германии             | 2003/04 | (Бундеслига)        | 21    | 5    |
| Вердер-2             | Флаг Германии             | 2004/05 | (Региональная лига) | 2     | 3    |
| Вердер               | Флаг Германии             | 2004/05 | (Бундеслига)        | 25    | 7    |
| Вердер               | Флаг Германии             | 2005/06 | (Бундеслига)        | 30    | 9    |
| Боруссия (Дортмунд)  | Флаг Германии             | 2006/07 | (Бундеслига)        | 29    | 1    |
| Боруссия (Дортмунд)  | Флаг Германии             | 2007/08 | (Бундеслига)        | 27    | 2    |
| Боруссия (Дортмунд)  | Флаг Германии             | 2008/09 | (Бундеслига)        | 29    | 7    |
| Боруссия (Дортмунд)  | Флаг Германии             | 2009/10 | (Бундеслига)        | 28    | 5    |
| Эркулес (Аликанте)   | Флаг Испании              | 2010/11 | (Примера)           | 25    | 8    |
| Рубин                | Флаг России               | 2011/12 | (Премьер-лига)      | 17    | 6    |
| Рубин                | Флаг России               | 2012/13 | (Премьер-лига)      | 3     | 0    |
| Валенсия             | Флаг Испании              | 2012/13 | (Примера)           | 28    | 6    |
| Аль-Джазира          | Флаг ОАЭ                  | 2013/14 | (Премьер-лига)      | 12    | 4    |
| Олимпиакос           | Флаг Греции               | 2013/14 | (Суперлига)         | 10    | 6    |
| Айнтрахт (Франкфурт) | Флаг Германии             | 2014/15 | (Бундеслига)        | 10    | 1    |
| Сиэтл Саундерс       | Флаг США                  | 2015    | (MLS)               | 7     | 1    |
| Сиэтл Саундерс       | Флаг США                  | 2016    | (MLS)               | 24    | 0    |
| Серро Портеньо       | Флаг Парагвая             | 2017    | (Примера)           | 23    | 1    |

## Достижения
Вердер
- Чемпион Германии: 2003/04
- Обладатель Кубка Германии: 2003/04

 Боруссия (Дортмунд)
- Обладатель Суперкубка Германии: 2008

 Рубин
- Обладатель Кубка России: 2011/12
- Обладатель Суперкубка России: 2012

 Олимпиакос
- Чемпион Греции: 2013/14

 Сиэтл Саундерс
- Чемпион MLS: 2016